# Börje Ottosson
Nils Börje Ottosson, född 28 augusti 1919 i Skåne-Tranås, Kristianstads län. död 19 mars 1997 i Tomelilla, var en svensk målare och grafiker.
Han var son till lantbrukaren Otto Jönsson och Beata Nilsson och från 1949 gift med Edith Hertha Ottosson. Han studerade vid Otte Skölds målarskola i Stockholm 1944–1945 och under upprepade studieresor till Nordnorge, Färöarna och Frankrike. Separat ställde han bland annat ut i SDS-hallen i Malmö 1947 och på Athenæum i Köpenhamn 1953. Han medverkade i samlingsutställningar med Skånes konstförening och tillsammans med Decemberisterne Köpenhamn. Han medverkade i Nationalmuseums utställning Unga tecknare samt i Då och nu. Svensk grafik 1600–1959 på Liljevalchs konsthall. Hans konst består av motiv med en social betoning, gravida kvinnor, sjuka, krigsoffer, fiskehamnar, bibliska motiv, landskap från de Norska fjällen och Färöarna. 

### Fotnoter
1. ↑  En av Nordens stora grafiker Borås Tidning 7 oktober 2008. Läst 24 januari 2017.